# 萊克二號 (明尼蘇達州)
萊克二號（英語：Lake No.2）是位於美國明尼蘇達州萊克縣的一個未組織地區。

## 地方資料
萊克二號的面積為705.87平方千米，當中陸地面積為696.29平方千米，而水域面積為9.58平方千米。根據2020年美國人口普查的數據，當地共有人口2208人，而人口密度為每平方千米3.13人。